# Couple lesbien amoureux
Pour les articles homonymes, voir Couple lesbien (homonymie).
Couple lesbien amoureux (Lesbisches Liebespaar) est une peinture expressionniste d'Egon Schiele réalisée en 1914.

## Description
Étreinte de deux femmes amoureuses renversées.